# Арсанукаєв Шайхі Абдулмуслімович
Шайхі Абдулмуслімович Арсанука́єв (нар. 15 серпня 1930, Дишне-Ведено — пом. 13 березня 2012, Грозний) — чеченський поет і перекладач; член Спілок письменників СРСР і РРФСР з 1970 року; голова правління Спілки письменників Чечні у 1986—1997 роках.

## Біографія
Народився 15 серпня 1930 року в селі Дишне-Веденому (нині Веденський район Чечні, Російська Федерація). 1944 року, разом із сім'єю, був депортований до Казахської РСР, де у селі Батнаї Ново-Покровського району Семипалатинської області закінчив школу. У 1955 році закінчив Семипалатинський фінансовий технікум.
Після повернення до Чечні, продовжив освіту на філологічному факультеті Чечено-Інгуського державного педагогічного інституту, який закінчив у 1968 році. Після здобуття вищої освіти працював заступником редактора Веденської районної газети «Колгоспне життя». Пізніше перейшов до Чечено-Інгуського книжкового видавництва старшим редактором.
Протягом 1986—1997 років очолював Спілку письменників Чечні. У 2000-х роках працював старшим викладачем кафедри чеченської літератури та фольклору Чеченського державного університету. Помер у Грозному 13 березня 2012 року.

## Творчість
Писати вірші почав ще навчаючись у школі, пороте перші твори були опубліковані у пресі лише 1957 року на сторінках газети «Ленінський шлях», альманахів «Дружба» та «Орга». Перша поетична збірка «Ранок у горах» вийшла у 1965 році. У наступні роки видав у Грозному книги віршів і поем чеченською і російською мовами:
- «Джерело любові» (1967);
- «Іскринка вогню» (1969);
- «В дорозі» (1970);
- «Вірші» (1971);
- «Блакитні дороги» (1973);
- «Закон висоти» (1975);
- «Вірність» (1976);
- «Вершини» (1977);
- «Новий день» (1980);
- «Подолання» (1989);
- «Пісні гір» (1991).

Автор також великих історичних поем «Галявина любові», «Ханкала», «Ших, син Ушарми», «Меч Тимура» та роману у віршах «Лінії долі».
Переклав поезії Тараса Шевченка, Степана Руданського, Лесі Українки, Володимира Сосюри, Івана Драча, Фабіана Гаріна, Миколи Тарновського, Миколи Братана, Леоніда Куліша та інших. Його переклад «Заповіту» ввійшов до антології «Тарас Шевченко. „Заповіт“ мовами народів світу» (Київ, 1989), переклад вірша «Любіть Україну!» Володимира Сосюри — до аналогічної антології (Київ, 1998).
Приїжджав до Української РСР, де брав участь у Тижнях чечено-інгуської літератури в Полтавській області у 1972 році та Херсонській області у 1977 році.
Низку його творів українською мовою переклали Валерій Гужва, Володимир Мирний та Микола Тарновський.

## Відзнаки, вшанування
- Заслужений працівник культури Чечено-Інгуської АРСР;
- Народний поет Чечено-Інгуської АРСР;
- Орден «Золотий орел» (від Всеросійського фонду підтримки літератури народів Кавказу імені Магомета Мамакаєва);
- Почесний громадянин Чечні з 2005 року;
- Орден Дружби (4 червня 2009)[2];
- Народний письменник Чечні[1].

Його іменем названо вулиці в Дишні-Веденому та Гудермесі.